# Сеймик Инфлянтов
Сеймик Инфлянтов (польск. Inflanckie sejmik, лат. conventio Livoniae) или Даугавпилсский сеймик (1677-1772) был прямым продолжением Видземского ландтага в части Инфлянтии, управляемой Речью Посполитой. Сеймики обычно проводились в Даугавпилсе, иногда в Резекне (например, 20 марта 1709 года). Даугавпилсские сеймики предшествовали польско-литовским сеймикам, на которые выбирались посланники инфлянтов. Последующие "реляционные сеймики" подтверждали решения сеймов, чтобы придать им юридическую силу в Инфлянтском воеводстве.

## История
Уже в 1598 году был принят новый Видземский провинциальный ордонанс (Ordinatio Livoniae), который ограничивал автономию провинции и предусматривал созыв ландтагов (провинциальных съездов или сеймиков) в Цесисе по инициативе польского короля для избрания четырех представителей (2 польских, 2 польско-литовских, 2 немецко-балтийских) на сеймы Речи Посполитой. Ландтаг сохранял право высказывать свое мнение по предложениям, обнародованным от имени короля назначенным им герцогским администратором (с 1598 года - епископом Цесисским), а ландтаг имел право подавать петиции и жалобы в Речь Посполитую и королю.
После раздела Трансданубского герцогства между Швецией и Польшей (1629) и во время Второй Северной войны, когда большая часть Видземе была занята русскими войсками, сеймик Трансданубского герцогства долгое время продолжал действовать в изгнании. В Оливском договоре (1660) Польша формально отказалась от шведской части Видземе, а Россия отказалась от оккупированной части Латгалии в Андрусовском перемирии (1667). Поэтому в 1677 году было создано новое Инфлянтское воеводство. Самоуправление в крае осуществлял инфлянтский сеймик, большинство депутатов которого составляли представители облагороженных ливонских рыцарских родов и дворянства Великого княжества Литовского.
Сеймик Инфлянтов продолжали действовать во время Северной войны, когда воеводство было временно оккупировано русской армией под предводительством Петра I. Хотя решения, принятые Даугавпилсским сеймиком во время войны, сохранились не полностью, институт функционировал нормально и относительно активно, хотя Даугавпилсский сеймик иногда нарушал установленные законом полномочия, например, исключительное право короля созывать дворянство, поскольку в ситуации политического кризиса, вызванного Северной войной, соблюдение этого закона означало бы паралич самоуправления местного дворянства.